# Chlorophyllfluoreszenz

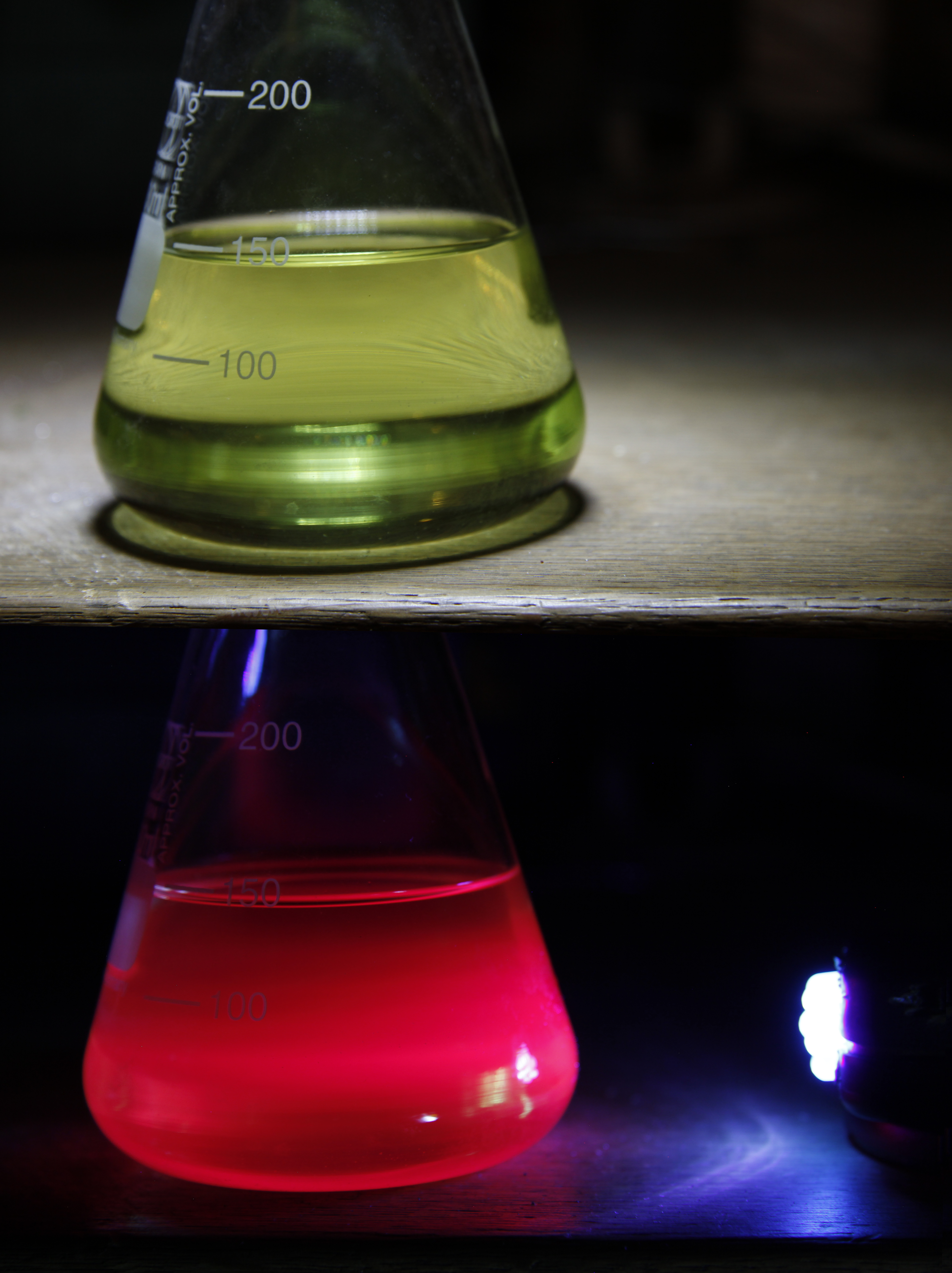
Fluoreszenz von Chlorophyll unter UV-Licht

Die Chlorophyllfluoreszenz ist ein Phänomen der Lichtabsorption von Chlorophyll. Bei der photochemischen Umwandlung von Photonen (Lichtquanten) in chemische Energie (siehe Elektronentransportkette) kommt es wie bei allen physikalisch-chemischen Umwandlungsprozessen zu einer Verlustleistung, beim Chlorophyll nicht nur in Form von Wärme, sondern auch Fluoreszenz und Phosphoreszenz.
Über die Chlorophyllfluoreszenz lässt sich die Photosyntheseaktivität zerstörungsfrei messen, auch per Fernerkundung: Man kann Aussagen zum Zustand des Photosystem II machen, die Stressphysiologie der Pflanzen untersuchen, Waldschäden kartieren und den Effekt der CO2-Düngung abschätzen.

## Mechanismus

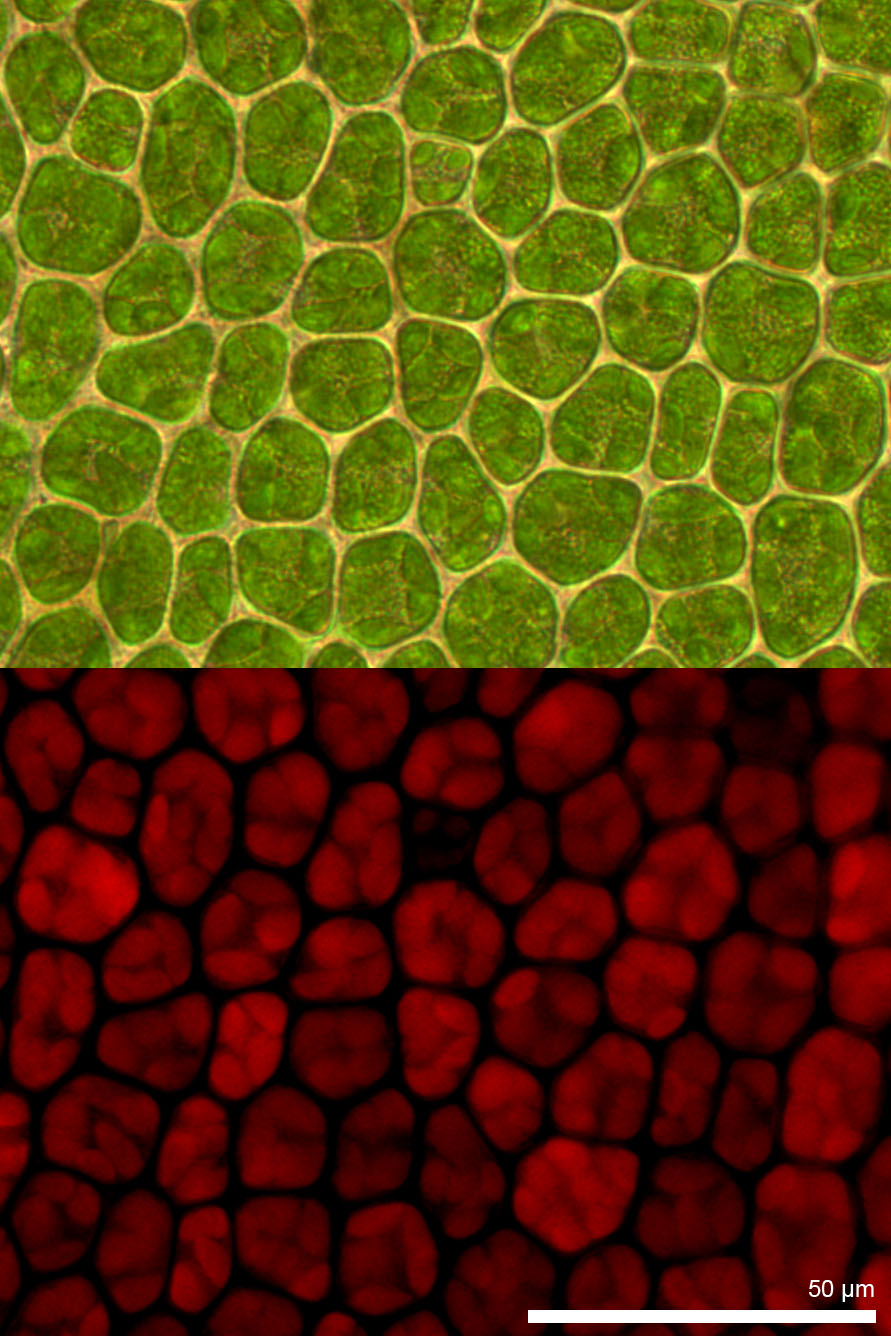
Mikroskopische Aufnahmen eines Blattes des Mooses Plagiomnium undulatum. Oben Hellfeldmikroskopie und unten eine Fluoreszenzmikroskopische Aufnahme. Das Chlorophyll in den Chloroplasten fluoresziert rot.

Die Absorption von sichtbarem Licht (Wellenlängenbereich ca. 400–700 Nanometer) wird in photosynthetisch aktiven Zellen von der Emission von Schwachlicht im längerwelligen Bereich begleitet. Diese Fluoreszenz wird durch die Abstrahlung von Lichtenergie durch angeregte Chlorophyll a Moleküle ausgelöst und folgt innerhalb von Nanosekunden auf die Anregung dieser Moleküle durch eingestrahltes Licht. Bei Raumtemperatur gelten nahezu ausschließlich die Chlorophylle des Photosystems II, insbesondere des Reaktionszentrums P 680 und die hierzu gehörenden Antennenchlorophylle, als Auslöser.
Pigmentmoleküle werden durch die Absorption von Lichtenergie energetisch angeregt. Bei Chlorophyll erzeugt eine Anregung im Blaulichtbereich den energiereichen zweiten Singulettzustand, eine Anregung im längerwelligen (Rotlicht-)Bereich den ersten Singulettzustand. Der energiereichere zweite Singulettzustand kann unter Abgabe von Wärmeenergie in den ersten Singulettzustand übergehen. Die Energie des ersten Singulettzustands kann sowohl für die Energieübertragung (Excitonentransfer) zwischen den Chlorophyllmolekülen der Antenne als auch im Reaktionszentrum P 680 für die photochemische Elektronenübertragung auf den Primärakzeptor Q („Quencher“) verwendet werden. Der erste Singulettzustand kann jedoch auch durch Fluoreszenz oder Wärmeabgabe in den Grundzustand des Chlorophyllmoleküls zurückfallen. Alternativ findet mit einer gewissen Wahrscheinlichkeit unter geringerer Wärmeabgabe der Übergang in den Triplettzustand statt, der ein Energieniveau zwischen erstem Singulettzustand und Grundzustand einnimmt. Dieser langlebige, aber reaktive Zustand kann durch weitere Wärmeabgabe oder Phosphoreszenz oder durch Energietransfer auf Carotinoide wieder Chlorophyll im Grundzustand regenerieren.
Triplettchlorophyll kann seine Energie aber auch auf Sauerstoff übertragen, wodurch reaktiver Singulettsauerstoff entsteht. Diese hochreaktive Sauerstoffspezies bildet mit Doppelbindungssystemen Peroxide und kann damit Photoinhibition (Lichthemmung) hervorrufen. Dieser Prozess verursacht bei mittelfristiger Lichteinwirkung eine längerfristig wirksame Verminderung der CO2-Aufnahme.

## Kinetische Untersuchung

### Fluoreszenz-Messgrößen
{\displaystyle \,F_{0}}: Grundfluoreszenz (Minimalfluoreszenz, konstante Fluoreszenz oder Dunkelfluoreszenz). Diese Fluoreszenz tritt nach Einstrahlung des schwachen Messlichts auf; sie entstammt Chlorophyll a Molekülen der Antenne. Es wird davon ausgegangen, dass die Anregungsenergie (Excitonen) die Reaktionszentren nicht erreichen. Daher sind alle P 680 Reaktionszentren „offen“ (dunkeladaptiert), d. h. der zugehörige Elektronenakzeptor Q bleibt oxidiert.
{\displaystyle \,F_{m}}: Die maximale Fluoreszenz wird durch einen kurzen Sättigungslichtimpulses zusätzlich zum Messlicht hervorgerufen. Alle Reaktionszentren P 680 liegen in „geschlossenem“ Zustand vor, alle zugehörigen Elektronenakzeptoren Q sind vollständig oxidiert.
{\displaystyle \,F_{v}} und {\displaystyle F_{p}}: Die variable Fluoreszenz {\displaystyle F_{v}} wird durch das Einschalten des aktinischen Dauerlichtes ausgelöst (Kautsky-Effekt). Sie entsteht durch aktinisches Licht an den Reaktionszentren von Photosystem II. Sie steigt zunächst zur Peakfluoreszenz {\displaystyle F_{p}} an, der Elektronenakzeptor Q liegt entsprechend teilweise reduziert vor. Durch das Anlaufen des Elektronentransports auf Photosystem I und NADP+ sinkt die variable Fluoreszenz wieder ab. Ein zweites, niedrigeres Maximum entsteht beim Anlaufen der NADPH verbrauchenden Stoffwechselzyklen. Im Fließgleichgewicht (steady state) der Photosynthese, nach ca. 30 Minuten, ist {\displaystyle F_{v}} konstant.
{\displaystyle \,(F_{v})_{m}} ist die Differenz {\displaystyle F_{p}-F_{0}}.
{\displaystyle \,(F_{v})_{s}}: In Gegenwart von Dauerlicht und laufendem Elektronentransport liefern Sättigungspulse eine verminderte Fluoreszenzausbeute. Da infolge von Sättigungspulsen alle Elektronenakzeptoren Q in reduzierter Form vorliegen, liegt hier eine Fluoreszenzlöschung (Quenching) auf nichtphotochemischem Wege vor. {\displaystyle (F_{v})_{s}} erreicht parallel zu {\displaystyle F_{v}} das Fließgleichgewicht.
Alle Fluoreszenzmessgrößen werden in relativen Fluoreszenzeinheiten angegeben.

### Abgeleitete Fluoreszenzparameter
Photochemische Fluoreszenzlöschung („photochemical quenching“) {\displaystyle q_{Q}} ist ein Maß für die Aktivität des Elektronenflusses über Photosystem II und wird berechnet als {\displaystyle {\tfrac {(F_{v})_{s}-F_{v}}{(F_{v})_{s}}}}.
Nicht-photochemische Fluoreszenzlöschung („non-photochemical quenching“) {\displaystyle q_{E}} ist ein Maß für die Verminderung der Fluoreszenz, die vom Elektronenflusses über Photosystem II unabhängig sind, berechnet als {\displaystyle {\tfrac {(F_{v})_{m}-(F_{v})_{s}}{(F_{v})_{m}}}}.
Analog zu den obigen Gleichungen wurden zwei weitere Fluoresszenzlöschungsmechanismen definiert:
Der Koeffizient {\displaystyle q_{L}}, berechnet als {\displaystyle {\tfrac {(F_{v})_{m}-F_{p}}{(F_{v})_{m}}}}, ist ein Maß für die Verminderung der Fluoreszenz durch Mechanismen, die verhindern, dass ein Teil der Reaktionszentren durch aktinisches Licht angeregt werden können.
Der Koeffizient {\displaystyle q_{C}} ist ein Maß für die Verminderung der durch aktinisches Licht hervorgerufenen Fluoreszenz durch Elektronentransportprozesse, berechnet als {\displaystyle {\tfrac {F_{p}-F_{v}}{F_{p}}}}.

## Mechanismen der Fluoreszenzlöschung („Quenching“)
Prozesse, die die Fluoreszenz vermindern, werden als Fluoreszenzlöschung bezeichnet; unter normalen Umweltbedingungen werden nur wenige Prozent der eingestrahlten Lichtenergie als Fluoreszenz abgestrahlt. Fluoreszenzlöschende Prozesse vermindern die Anzahl der angeregten Chlorophyllmoleküle im ersten Singulettzustand und setzen damit auch die Anzahl der Chlorophyllmoleküle im Triplettzustand herab. Prinzipiell kann dies auf zwei Wegen erreicht werden: Durch eine Verminderung der Anregung von Chlorophyllmolekülen in den ersten Singulettzustand oder durch vermehrte Abführung von Energie aus dem ersten Singulettzustand.
Alle Vorgänge, die die Lichtabsorption und die Lichtleitung (Excitonentransfer) beeinflussen, üben einen Effekt auf die Bildung von angeregtem Chlorophyll im Photosystem II aus.
Die Ausrichtung des lichtabsorbierenden Systems im Blatt zur Lichtquelle (Paraheliotropismus) beeinflusst die Quantennutzung der Photosynthese.
In den Chloroplasten kann eine Verschiebung des äußeren, mobilen Antennenkomplexes vom Photosystem II weg, aus den Granabereichen heraus in Bereiche des Stroma, wo Photosystem I vorliegt, die Fluoreszenz vermindern, da Photosystem I nicht fluoresziert. Der mobile Antennenkomplex ändert dabei seine Zusammensetzung. Diese „Photosynthetische Kontrolle“ wird durch den Redoxzustand der Elektronentransport-kette ausgelöst; ein ähnlicher Prozess, das sogenannte „spillover“ von Anregungsenergie von Photosystem II zu Photosystem I, beruht nicht auf der Verschiebung des Antennenkomplexes, sondern auf der Verfügbarkeit von Magnesium im Chloroplasten.
Die Fluoreszenz kann auch durch „high-energy-quenching“ bzw. „pH-dependent quenching“ vermindert werden.  Mit dieser nichtphotochemischen Fluoreszenzlöschung ist die Hemmung der ATP-Bildung an der ATPase verbunden; möglicherweise erfolgt die Regulation über die Konzentrationen an ADP, Phosphat oder Reduktionsäquivalente (Thioredoxin).
Der Anstieg des Protonengradienten über die Thylakoidmembran verursacht eine Rückkoppelung wodurch es im Photosystem II und ggf. auch am Cytochrom b/f-Komplex zu einer Wärmefreisetzung kommt.
Bei der Abnahme der Fluoreszenz entstehen im Photosystem II Reaktionszentren, die im Unterschied zu funktionsfähigen Reaktionszentren die Energie vermehrt in Wärme umwandeln. Als Ursache ist eine pH-abhängige Oxidation von Chlorophyll beschrieben worden; weiterhin deutet nach einem Überangebot an Lichtenergie der dreiphasige Verlauf der Relaxationskinetik der Fluoreszenz  darauf hin, dass der pH-abhängige Xanthophyllzyklus bei einigen Pflanzenarten zur Entwertung der überschüssigen Lichtenergie beiträgt.
Die Umwandlung von Lichtenergie in Wärme kann auch durch die Hemmung der Wasserspaltung verursacht werden. Der Excitonentransfer und die Elektronenübertragung vom Wasser bei der Anregung bzw. Regeneration von P 680 mit der gleichen Geschwindigkeit erfolgen wie der Elektronentransfer auf den Akzeptor Q. Bei Hemmung der Wasserspaltung akkumuliert positiv geladenes P680.
Die Photochemie trägt unter normalen Umständen zu einem großen Teil zur Löschung der Fluoreszenz bei. Die Energie des ersten Singulettzustandes wird genutzt, um Elektronen auf den oxidierten Akzeptor Q (Quencher) zu übertragen. Neben dem linearen Elektronentransport vom Photosystem II zum Photosystem I scheint dabei um Photosystem II zyklischer Elektronentransport möglich zu sein.